# Liste des distinctions de Shy'm
 (juin 2022).
Si vous disposez d'ouvrages ou d'articles de référence ou si vous connaissez des sites web de qualité traitant du thème abordé ici, merci de compléter l'article en donnant les références utiles à sa vérifiabilité et en les liant à la section « Notes et références ».
Shy'm, de son vrai nom Tamara Marthe, est une chanteuse et actrice française. Née le 28 novembre 1985 à Trappes (Yvelines), elle fait ses premiers pas de chanteuse en 2005 en featuring de K. Maro sur la chanson Histoire de luv' et sort son premier single en 2006, Femme de couleur, extrait de son premier album, Mes fantaisies. Elle a ainsi été nommée à L'Année du hip hop ainsi qu’à deux catégories des NRJ Music Awards en 2007 dans la catégorie Révélation francophone de l'année et la catégorie Chanson francophone de l'année pour le titre Femme de couleur. 
De 2008 à 2011, la chanteuse sort deux albums Reflets en 2008 et Prendre l'air en 2010, ce qui lui vaut d’être à nouveau nommé trois fois dans la catégorie Artiste féminine francophone de l'année aux NRJ Music Awards. 
En 2011, elle est nommée Chanson francophone de l'année pour le hit Je sais aux NRJ Music Awards et participe à la seconde saison de Danse avec les Stars dont elle sort vainqueur. Cette récompense lui permet par la suite de siéger durant cinq saisons en tant que jury de l’émission aux côtés de danseurs professionnels (saison 3, 4, 9 et 10 en tant que jury principal et saison 7 en tant que jury invitée).
De 2012 à 2015, Shy’m a gagné quatre récompenses aux NRJ Music Awards dans la catégorie Artiste féminine francophone de l'année et Best Digital Moment en 2012, Artiste féminine francophone de l'année en 2013 et 	Artiste féminine francophone de l'année en 2015 grâce à son album Caméléon (2012) et À nos dix ans (2015). Son single Et alors ! est nommé dans la catégorie Chanson francophone de l'année et l’album Solitaire sorti en 2014 lui permet d’être nommé dans la catégorie Artiste féminine francophone de l'année.

## Danse avec les stars
Danse avec les stars est une émission de télévision française produite par BBC Worldwide France et TF1 Production, Il s'agit d'une adaptation de l'émission Strictly Come Dancing diffusée en Grande-Bretagne. Shy’m a gagné le Prix de la Danseuse du l'année pour sa participation dans l'émission (2011).
| Année | Travail nommé | Catégorie           | Résultat |
| ----- | ------------- | ------------------- | -------- |
| 2011  | Shy'm         | Meilleur(e) danseur | Lauréat  |

## McAfee
| Année | Travail nommé | Catégorie                     | Résultat |
| ----- | ------------- | ----------------------------- | -------- |
| 2014  | Shy'm         | Celebrité la plus dangereuse, | Lauréat  |
| 2018  | Shy'm         | Celebrité la plus dangereuse, | Lauréat  |

## NRJ Music Awards
Les NRJ Music Awards (parfois désignés par la traduction en français Prix NRJ de la Musique), créés en 2000 par la station de radio NRJ en partenariat avec la chaîne de télévision TF1, ont lieu tous les ans en décembre en direct du Palais des festivals et des congrès de Cannes (PACA) en guise d'ouverture du MIDEM.
| Année | Travail nommé    | Catégorie                               | Résultat   |
| ----- | ---------------- | --------------------------------------- | ---------- |
| 2007  | Shy'm            | Révélation francophone de l'année       | Nomination |
| 2007  | Femme de couleur | Chanson francophone de l'année          | Nomination |
| 2008  | Shy'm            | Artiste féminine francophone de l'année | Nomination |
| 2009  | Shy'm            | Artiste féminine francophone de l'année | Nomination |
| 2011  | Shy'm            | Artiste féminine francophone de l'année | Nomination |
| 2011  | Je sais          | Chanson francophone de l'année          | Nomination |
| 2012  | Shy'm            | Artiste féminine francophone de l'année | Lauréat    |
| 2012  | Shy'm            | Best Digital Moment 2012                | Lauréat    |
| 2013  | Shy'm            | Artiste féminine francophone de l'année | Lauréat    |
| 2013  | Et alors !       | Chanson francophone de l'année          | Nomination |
| 2014  | Shy'm            | Artiste féminine francophone de l'année | Nomination |
| 2015  | Shy'm            | Artiste féminine francophone de l'année | Lauréat    |
| 2015  | Shy'm            | Award de diamant                        | Lauréat    |

## L'Année du hip hop
| Année | Travail nommé | Catégorie                | Résultat   |
| ----- | ------------- | ------------------------ | ---------- |
| 2007  | Shy'm         | Meilleure artiste de R&B | Lauréat    |
| 2008  | Shy'm         | Meilleure artiste de R&B | Nomination |

## Les Z'awards de la télé
| Année | Travail nommé | Catégorie              | Résultat   |
| ----- | ------------- | ---------------------- | ---------- |
| 2015  | Shy'm         | La gamelle de l'année  | Lauréat    |
| 2015  | Shy'm         | La Plus Sexy           | Nomination |
| 2015  | Shy'm         | La Coiffure de l'année | Nomination |
| 2017  | Shy'm         | La Coiffure de l'année | Nomination |

## La Chanson de l'année
La Chanson de l'année est une émission de télévision musicale diffusée sur TF1 depuis 2004. Elle est présentée par Nikos Aliagas depuis 2010. Elle était présentée par Flavie Flament de 2004 à 2008, par Sandrine Quétier en 2009. Un échantillon de Français choisi par TF1 vote pour élire leur chanson française préférée de l'année écoulée .
| Année | Travail nommé | Catégorie          | Résultat   |
| ----- | ------------- | ------------------ | ---------- |
| 2007  | T'es parti    | Chanson de l'année | Nomination |
| 2010  | Je sais       | Chanson de l'année | Nomination |
| 2011  | En apesanteur | Chanson de l'année | Nomination |
| 2012  | Et alors !    | Chanson de l'année | Nomination |
| 2019  | Puerto Rico   | Chanson de l'année | Nomination |

## World Music Awards[11]
Les World Music Awards sont une cérémonie fondée en 1989, remettant des prix internationaux, qui honore chaque année des artistes internationaux basés sur les chiffres de ventes mondiales fournies par la Fédération internationale de l'industrie phonographique (IFPI). John Martinotti est le producteur exécutif et cofondateur de l'émission. Cette cérémonie des prix est réalisée sous le patronage du prince Albert II de Monaco. Melissa Corken est le coproducteur exécutif de la cérémonie annuelle.
Le spectacle est diffusé dans plus de 160 pays pour un auditoire mondial estimé à environ à un milliard de téléspectateurs.
| Année | Travail nommé | Catégorie                    | Résultat   |
| ----- | ------------- | ---------------------------- | ---------- |
| 2012  | Et Alors!     | Meilleure chanson de l’année | Nomination |
| 2012  | Shy'm         | Meilleure artiste féminine   | Nomination |

## Trophées des arts afro-caribéens
| Année | Travail nommé  | Catégorie                    | Résultat   |
| ----- | -------------- | ---------------------------- | ---------- |
| 2007  | Mes fantaisies | Meilleure interprète féminin | Nomination |

## Trace Urban Music Awards
| Année | Travail nommé | Catégorie | Résultat   |
| ----- | ------------- | --------- | ---------- |
| 2013  | Shy'm         |           | Nomination |

## Jeune & Jolie Awards
| Année | Travail nommé | Catégorie    | Résultat |
| ----- | ------------- | ------------ | -------- |
| 2007  | Shy'm         | Coup de Cœur | Lauréat  |

## Futurpop Music Award
| Année | Travail nommé | Catégorie               | Résultat   |
| ----- | ------------- | ----------------------- | ---------- |
| 2019  | Agapé         | Meilleur album français | Nomination |

## MTV Europe Music Awards
| Année | Travail nommé | Catégorie                   | Résultat   |
| ----- | ------------- | --------------------------- | ---------- |
| 2007  | Shy'm         | Meilleure artiste française | Nomination |